# Lovča (Žiar nad Hronom)
Lovča es un municipio del distrito de Žiar nad Hronom en la región de Banská Bystrica, Eslovaquia, con una población estimada a final del año 2024 de 679 habitantes.
Se encuentra ubicado al noroeste de la región, en el valle del río Hron —un afluente izquierdo del Danubio— y cerca de la frontera con las regiones de Nitra y Trenčín.

## Demografía
| Año        | 1994 | 2004    | 2014    | 2024    |
| ---------- | ---- | ------- | ------- | ------- |
| Población  | 742  | 706     | 695     | 679     |
| Diferencia |      | −4,85 % | −1,55 % | −2,30 % |

| Año        | 2023 | 2024    |
| ---------- | ---- | ------- |
| Población  | 683  | 679     |
| Diferencia |      | −0,58 % |